# Atlantska povelja
Atlantska povelja je dokument potpisan 14. kolovoza 1941.g. u sjevernom Atlantiku na krstarici Prince of Wales. Potpisali su je Franklin Roosvelt, predsjednik SAD-a, i Winston Churchill, premijer Velike Britanije. Atlantska povelja sadržavala je zajedničke ciljeve dviju država te njihovu zamisao o uređenju svijeta nakon uništenja nacističke Njemačke. Atlantska povelja bila je preteča kasnijoj deklaraciji o Ujedinjenim narodima.
Potpisom povelje Winston Churchill je nastojao osigurati suradnju sa SAD-om, smatrajući da Velika Britanija neće sama moći pobijediti nacističku Njemačku, ali i da SAD neće moći ostati po strani u ratu. Franklin Delano Roosevelt nije se mogao odmah uključiti u rat jer je javnost u SAD-u u tom trenutku bila izričito protiv toga. 

## Sadržaj
Atlantskom poveljom ustanovljena je poslijeratna vizija uređenja svijeta. Osam osnovnih točaka povelje bile su:
1. SAD i Ujedinjeno Kraljevstvo neće zahtijevati nikakva teritorijalna proširenja.
2. Teritorijalne prilagodbe moraju biti u skladu sa slobodno izraženom voljom zainteresiranog naroda.
3. Svi narodi imaju pravo na samoodređenje.
4. Trgovinske barijere među državama će se smanjiti.
5. Unaprjeđenje globalne ekonomske suradnje i socijalne skrbi.
6. Potpisnici će raditi na slobodnom prolazu brodova morima zaraćenih zemalja.
7. Potpisnici će raditi na svijetu bez straha i rata.
8. Razoružanje agresorskih zemalja i opće razoružanje nakon rata